# Druga slovenska nogometna liga 1994-1995
La Druga slovenska nogometna liga 1994-1995 (in lingua italiana: Secondo campionato calcistico sloveno 1994-1995), abbreviata in 2. SNL 1994-1995, fu la quarta edizione della seconda serie del campionato di calcio sloveno.

## Formula
Nell'estate 1996 era in programma il passaggio dell'organico della 1. SNL da 16 a 10 squadre, quindi le retrocessioni previste variavano da 6 a 8, in base ai risultati degli spareggi inter-divisionali. A cascata, anche dalla 2. SNL, vi sarebbero state altrettante retrocessioni per mantenere l'organico a 16 squadre.
Le 16 squadre partecipanti disputarono un girone all'italiana con gare di andata e ritorno (30 giornate totali) al termine delle quali:
- Le prime due classificate andavano agli spareggi contro le 6 squadre piazzate dal nono al quattordicesimo posto della 1. SNL 1994-1995, per due posti nella 1. SNL 1995-1996
- Le squadre piazzatesi al 9* e 10* posto in classifica disputavano spareggi contro le vincitrici dei due gironi della 3. SNL 1994-1995, per due posti nella 2. SNL 1995-1996
- Le ultime sei furono direttamente retrocesse in 3. SNL 1995-1996

### Avvenimenti
Prima dell'inizio del campionato, lo Slavija Vevče (11° in 2. SNL 1993-1994) salì nella massima divisione a rimpiazzare lo Svoboda, squadra ritirata e retrocessa in quinta serie. A completare l'organico venne promosso il Radeče, 3° in 3. SNL Est 1993-1994.

## Squadre partecipanti
| Squadra                | Città             | Stadio                 | Stagione 1993-94 | Stagione 1993-94 |
| Squadra                | Città             | Stadio                 | Pos.             | Divisione        |
| ---------------------- | ----------------- | ---------------------- | ---------------- | ---------------- |
| Slovan Mavrica         | Lubiana           | Športni park Kodeljevo | 15°              | 1. SNL           |
| Elan Krka Novoterm     | Novo mesto        | Stadion Portoval       | 16°              | 1. SNL           |
| Gramatex Turnišče      | Turnišče          | Stadion Turnišče       | 3°               | 2. SNL           |
| Nafta                  | Lendava           | Športni park Lendava   | 4°               | 2. SNL           |
| Beltrans Veržej        | Veržej            | Stadion Čistina        | 5°               | 2. SNL           |
| ERA Šmartno            | Šmartno ob Paki   | Stadion Šmartno        | 6°               | 2. SNL           |
| Steklar                | Rogaška Slatina   | Mestni stadion         | 7°               | 2. SNL           |
| Solinar Piran          | Pirano            | Stadion pod obzidjem   | 8°               | 2. SNL           |
| Elektroelement Zagorje | Zagorje ob Savi   | Mestni stadion         | 9°               | 2. SNL           |
| Dravinja               | Slovenske Konjice | Stadion Dobrava        | 10°              | 2. SNL           |
| Napredak Domžale       | Domžale           | Športni park Domžale   | 12°              | 2. SNL           |
| Železničar             | Maribor           | Športni Park Tabor     | 13°              | 2. SNL           |
| Oria Rudar Trbovlje    | Trbovlje          | Rudar Stadion          | 14°              | 2. SNL           |
| FILC Mengeš            | Mengeš            | Stadion pod Gobavico   | 1°               | 3. SNL Ovest     |
| Drava                  | Ptuj              | Mestni stadion         | 1°               | 3. SNL Est       |
| Papirničar Radeče      | Radeče            | Stadion Papirničar     | 3°               | 3. SNL Est       |

## Classifica
|                  | Pos. | Squadra            | Pt | G  | V  | N  | P  | GF | GS | DR  |
| ---------------- | ---- | ------------------ | -- | -- | -- | -- | -- | -- | -- | --- |
|                  | 1.   | Šmartno ob Paki    | 46 | 30 | 20 | 6  | 4  | 65 | 28 | +37 |
|                  | 2.   | Nafta              | 43 | 30 | 16 | 11 | 3  | 50 | 26 | +24 |
|                  | 3.   | Zagorje            | 43 | 30 | 18 | 7  | 5  | 54 | 13 | +43 |
|                  | 4.   | Rudar Trbovlje     | 35 | 30 | 14 | 7  | 9  | 45 | 32 | +13 |
|                  | 5.   | Radeče             | 32 | 30 | 13 | 6  | 11 | 45 | 32 | +13 |
|                  | 6.   | Drava Ptuj (−1)    | 32 | 30 | 13 | 7  | 10 | 48 | 40 | +8  |
|                  | 7.   | Piran              | 31 | 30 | 13 | 5  | 12 | 54 | 38 | +16 |
|                  | 8.   | Mengeš             | 31 | 30 | 10 | 11 | 9  | 22 | 23 | −1  |
|                  | 9.   | Domžale            | 31 | 30 | 12 | 7  | 11 | 44 | 38 | +6  |
|                  | 10.  | Železničar Maribor | 31 | 30 | 13 | 5  | 12 | 43 | 47 | −4  |
|                  | 11.  | Turnišče (−1)      | 27 | 30 | 11 | 6  | 13 | 39 | 49 | −10 |
|                  | 12.  | Dravinja           | 25 | 30 | 8  | 9  | 13 | 31 | 45 | −14 |
|                  | 13.  | Slovan Lubiana     | 20 | 30 | 6  | 8  | 16 | 27 | 63 | −36 |
|                  | 14.  | Veržej             | 19 | 30 | 6  | 7  | 17 | 31 | 49 | −18 |
|                  | 15.  | Steklar            | 17 | 30 | 4  | 9  | 17 | 29 | 58 | −29 |
|                  | 16.  | Elan (−1)          | 14 | 30 | 4  | 7  | 19 | 20 | 66 | −46 |
| Fonte: rsssf.org |      |                    |    |    |    |    |    |    |    |     |

Legenda:
      Promosso in 1. SNL 1995-1996.
  Partecipa agli spareggi.
      Retrocesso in 3. SNL 1995-1996.
      Escluso dal campionato.
Regolamento:
Due punti a vittoria, uno a pareggio, zero a sconfitta.
In caso di arrivo di due o più squadre a pari punti, la graduatoria viene stilata secondo la classifica avulsa tra le squadre interessate (= scontri diretti).

## Qualificazioni

### Promozione
Alle qualificazioni (kvalifikacijah in lingua slovena) parteciparono 8 squadre:
- le 6 della 1. SNL 1994-1995 piazzatesi fra il nono ed il quattordicesimo posto
- le prime due della 2. SNL 1994-1995 (Nafta e Šmartno ob Paki)

| Squadra 1       | Totale        | Squadra 2          | Andata     | Ritorno    |
| --------------- | ------------- | ------------------ | ---------- | ---------- |
| PRIMO TURNO     | PRIMO TURNO   | PRIMO TURNO        | 14.06.1995 | 18.06.1995 |
| Koper           | 1 – 4         | Železničar Lubiana | 1 – 1      | 0 – 3      |
| Primorje        | 3 – 2         | Naklo              | 2 – 2      | 1 – 0      |
| Vevče           | 4 – 1         | Nafta              | 2 – 1      | 2 – 0      |
| Šmartno ob Paki | 0 – 4         | Izola              | 0 – 1      | 0 – 3      |
| SECONDO TURNO   | SECONDO TURNO | SECONDO TURNO      | 21.06.1995 | 25.06.1995 |
| Izola           | 1 – 1 (gfc)   | Železničar Lubiana | 0 – 0      | 1 – 1      |
| Primorje        | 5 – 0         | Vevče              | 2 – 0      | 3 – 0      |

Le vincitrici del secondo turno si qualificarono per la 1. SNL 1995-1996.

### Retrocessione
Domžale (9º classificato) e Železničar Maribor (10°) sfidarono le vincitrici dei due gironi della 3. SNL 1994-1995: Črnuče (Ovest) e Šentjur (Est).
| Squadra 1 | Totale      | Squadra 2  | Andata     | Ritorno    |
| --------- | ----------- | ---------- | ---------- | ---------- |
|           |             |            | 14.06.1995 | 18.06.1995 |
| Črnuče    | 2 – 2 (gfc) | Domžale    | 2 – 1      | 0 – 1      |
| Šentjur   | 5 – 3       | Železničar | 4 – 2      | 1 – 1      |

Šentjur promosso in 2. SNL 1995-1996, Železničar retrocesso.